# Dasysphinx rubrilatera
Dasysphinx rubrilatera là một loài bướm đêm thuộc phân họ Arctiinae, họ Erebidae.